# Gemma Ruiz i Palà
Gemma Ruiz i Palà   (Sabadell, 6 de desembre de 1975) és una periodista i escriptora catalana.
Com a periodista, ha treballat des de 1997 al servei d'informatius de Televisió de Catalunya i s'ha especialitzat en cròniques culturals dels Telenotícies. Durant sis anys, va fer les cròniques teatrals al programa La nit al dia. Com a escriptora, va publicar la seva primera novel·la, Argelagues, el setembre de 2016. L'obra se centra en la vida de tres dones nascudes a pagès a principis del segle xx que han d'obrir-se camí a la ciutat, treballant en la indústria tèxtil, participant en la Guerra Civil Espanyola des de la rereguarda i arriscant la vida en diversos moments. L'obra resultà un èxit de vendes i, el març de 2017, ja se n'havien fet nou edicions i venut més de 15.000 exemplars.
El febrer de 2020 va publicar la seva segona novel·la, Ca la Wenling, a Edicions Proa. El desembre de 2022 va guanyar el Premi Sant Jordi amb la novel·la Les nostres mares, que després esdevindria el llibre de ficció més venut durant la diada de Sant Jordi de 2023.
La seva obra ha estat traduïda a l’anglès, el castellà, el francès i l’italià.

## Obra
- Argelagues (2016)
- Ca la Wenling (2020)
- Les nostres mares (2022). Premi Sant Jordi 2022[7]